# Théodosie de Constantinople
Théodosie de Constantinople, née à Constantinople vers 700 et morte à Constantinople le 29 mai 726, est une religieuse morte martyr lors des persécutions iconoclastes. Elle est considérée comme sainte par les Églises orthodoxes et catholiques. Sa mémoire est célébrée le 29 mai dans l’Église orthodoxe et le 18 juillet dans l'Église catholique.

## Biographie
Théodosie née à Constantinople vers l'an 700. A la mort de son père, sa mère se retire dans un monastère de la ville avec elle.
Après la mort de sa mère, Théodosie distribue la fortune familiale aux pauvres, ne gardant pour elle que 3 icônes. 
L'empereur Léon III l'Isaurien décide d'abolir le culte des images, et pour cela, il n'hésite pas à persécuter les personnes qui s'opposent à sa décision. Un jour, Théodosie croise un soldat qui, du haut d'une échelle, jette au sol la statue du Christ qui était placée au-dessus de la porte d'airain du palais impériale. La jeune moniale saisit alors l'échelle, et demandant de l'aide à ses compagne, renverse l'échelle et fait tomber le soldat qui se tue. A ce spectacle, les passants s'enfuient, et Théodosie rentre tranquillement à son convent, accompagnée des autres moniales. Informé de l'affaire, l'empereur fait arrêter Théodosie et ses compagnes, et pour les châtier, les faits frapper et égorger sur la place publique,,.
Théodosie est considérée comme sainte et martyr par l’Église catholique. Sa mémoire est célébrée le 18 juillet. Elle est également considérée comme sainte par l’Église orthodoxe, avec une fête le 29 mai.